# Sörgenloch
Sörgenloch – miejscowość i gmina w Niemczech, w kraju związkowym Nadrenia-Palatynat, w powiecie Mainz-Bingen, wchodzi w skład gminy związkowej Nieder-Olm.

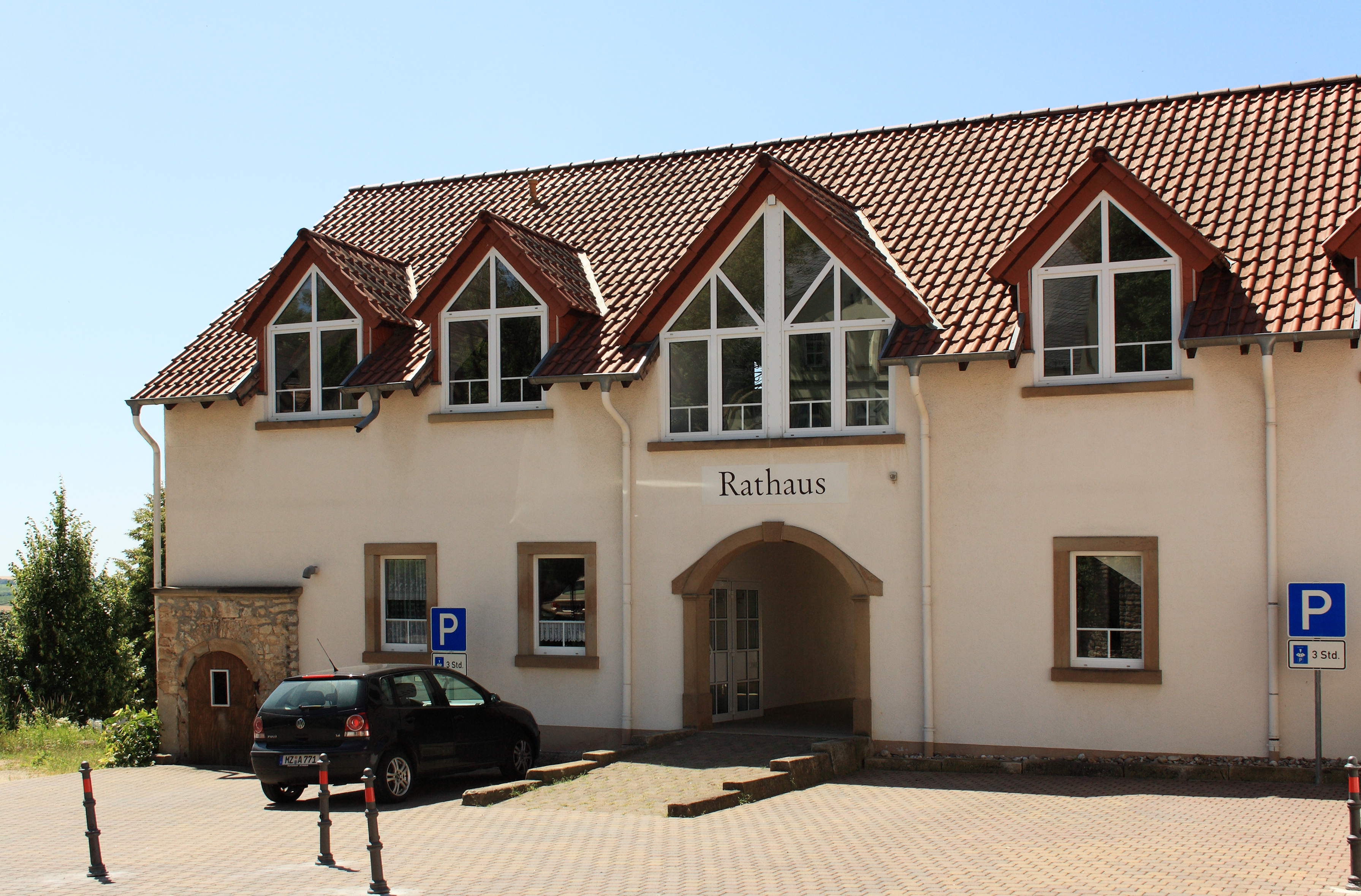
Ratusz